# 拉特蘭特設鎮區 (密歇根州)
拉特蘭特設鎮區（英語：Rutland Charter Township）是位於美國密歇根州巴里縣的一個特設鎮區。

## 地方資料
拉特蘭特設鎮區的面積為93.60平方千米，當中陸地面積為90.70平方千米，而水域面積為2.90平方千米。根據2020年美國人口普查的數據，當地共有人口4136人，而人口密度為每平方千米44.19人。